# Non-binair

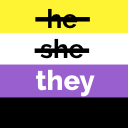
De non-binair-vlag met daarop de voornaamwoorden he en she doorgestreept en they wel leesbaar

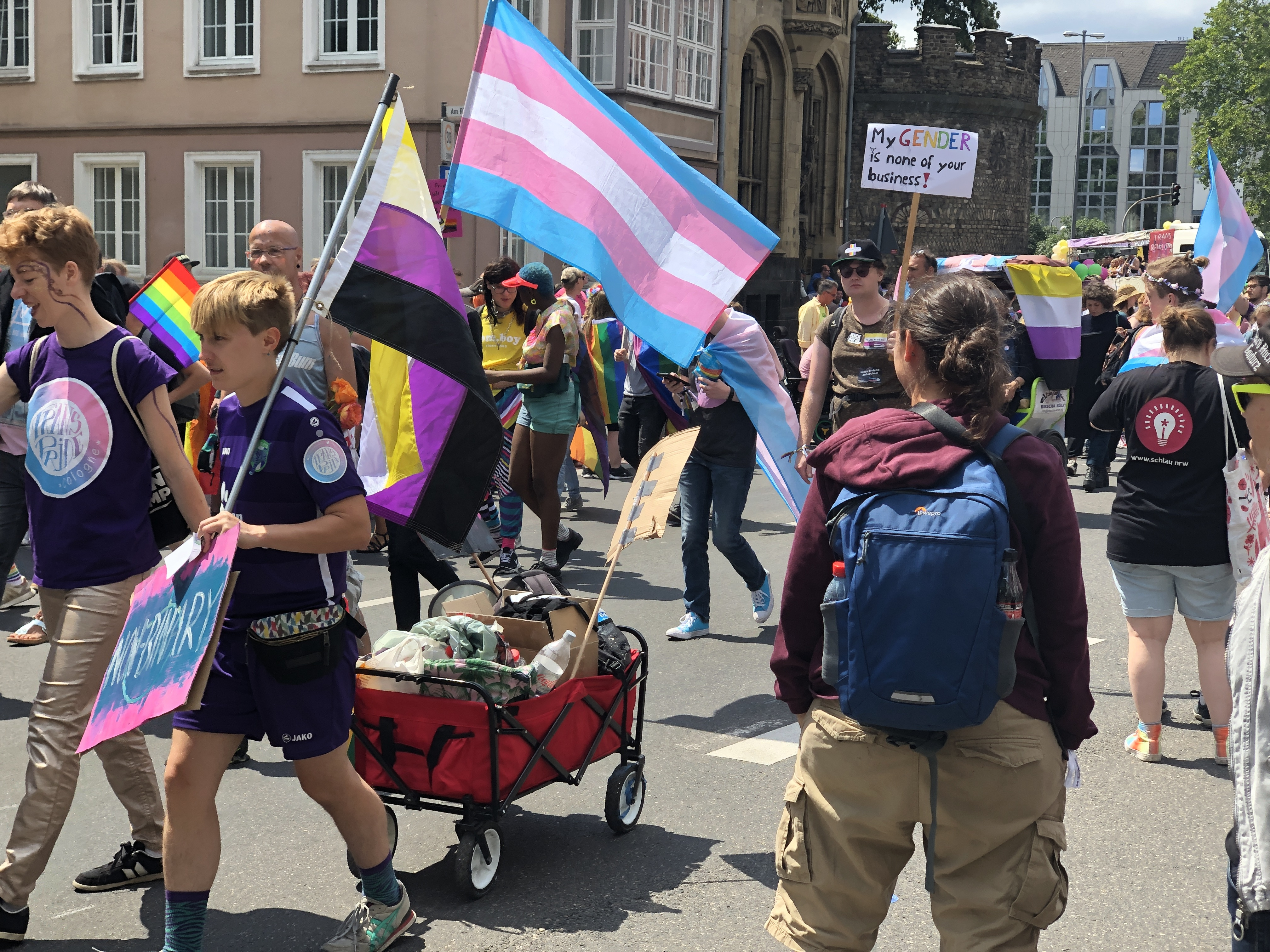
Mensen met transgender- en non-binair-vlaggen in Keulen, 2019

Non-binair en genderqueer zijn genderidentiteiten (culturele, sociale en psychologische uitdrukkingen van biologische sekseverschillen) die buiten de tweedeling mannelijk of vrouwelijk vallen of die veranderlijk zijn. Non-binaire genderidentiteit maakt onderdeel uit van een spectrum van transgenderidentiteiten; onder deze overkoepelende terminologie vallen bijvoorbeeld agender (de afwezigheid van een gedefinieerde genderidentiteit), genderfluïditeit (variabele genderidentiteit) of een derde geslacht (genderidentiteit buiten het man-vrouwspectrum).
Genderidentiteit staat los van seksuele voorkeur. De overkoepelende term 'queer' is voor iedereen die niet cisgender is of zich niet identificeert als heteroseksueel.

## Terminologie
Voor mensen met een identiteit tussen man en vrouw in, of bij wie de mannelijke en vrouwelijke identiteit ongeveer even sterk zijn, werden in de jaren 1980 en 90 de termen 'transgenderisme' en 'transgenderist' gebruikt. Sinds het begin van de 21e eeuw is de term genderqueer in gebruik gekomen, voornamelijk bij jongeren.
De term gender-expansive wordt gehanteerd door onder meer de Amerikaanse lgbt-belangenvereniging Human Rights Campaign en de organisatie Gender Spectrum.

### Genderneutrale voornaamwoorden
Veel non-binaire mensen hebben de wens dat naar hen met een genderneutraal voornaamwoord wordt verwezen. 
In het Engels worden in deze gevallen de voornaamwoorden they / them / their vaak gebruikt om naar een individuele non-binaire persoon te verwijzen. Dit zijn oorspronkelijk meervoudige voornaamwoorden, maar al minstens sinds de 14e eeuw worden ze ook als enkelvoud gebruikt. Het oudst bekende voorbeeld hiervan dateert volgens de Oxford English Dictionary uit 1375 (in William and the Werewolf, de Engelse vertaling van Guillaume de Palerme).
In het Zweeds wordt sinds begin 21e eeuw het genderneutrale hen gebruikt naast han voor mannen en hon voor vrouwen. In het Nederlands wordt vaak die / diens / die of hen / hun / hen gebruikt, hoewel deze terminologie volgens taalkundige Ingrid van Alphen moeilijker ingeburgerd raakt dan in sommige andere talen het geval is.

## Voorkomen
Volgens onderzoek van kenniscentrum  Rutgers in opdracht van de rijksoverheid was in 2023 in Nederland ongeveer 1,8% van de bevolking non-binair. Dit is een groter aantal dan het aantal mensen die strikt transgender man of transgender vrouw zijn (beide 0,2%).
Volgens onderzoek van het Centraal Bureau voor de Statistiek (CBS) waren er in 2023 ongeveer 45.000 personen met een non-binaire/genderqueer (NBGQ) identiteit. Dit was 0,3% van de bevolking van 15 jaar en ouder.

## Genderidentiteiten
Er vallen meerdere verschillende soorten genderidentiteiten onder de term "non-binair".  

### Het hebben van twee of meer genders
Bigender is het hebben van twee genders. Sommige mensen die zich bigender noemen, hebben twee aparte persona's, die vaak ook respectievelijk mannelijk en vrouwelijk zijn. Anderen voelen zich tegelijkertijd man en vrouw. Bigender is erkend door de American Psychological Association.
Trigender is het hebben van drie genders. Polygender is het hebben van meerdere genderidentiteiten. Iemand die zich in iedere genderidentiteit thuisvoelt, kan zichzelf pangender noemen. 

### Het hebben van geen gender
Iemand die zich niet met welke genderidentiteit dan ook identificeert, kan zich agender, neutrois of genderneutraal noemen.

### Genderfluïditeit
Genderfluïde is een genderidentiteit waarbij iemands gender niet vastligt. Als iemand genderfluïde is, kan die persoon bijvoorbeeld tussen de twee binaire genders wisselen (diegene voelt zich dan het ene moment mannelijk en het andere moment vrouwelijk), op sommige momenten non-binair zijn en zich geen van beide voelen. Een bekende genderfluïde persoon is Ruby Rose.

### Het hebben van een derde geslacht
De term derde geslacht wordt onder meer gebruikt voor mensen die zichzelf niet als specifiek mannelijk of vrouwelijk beschouwen, of die door anderen niet als zodanig worden beschouwd. Sommige mensen baseren hun genderidentiteit bijvoorbeeld op neurologische eigenschappen die hun leven merkbaar beïnvloeden. Dit wordt neurogender genoemd. Voorbeelden hiervan zijn autigender (samenhangend met autisme) en borderfluïde (samenhangend met borderline-persoonlijkheidsstoornis).

## Voorzieningen voor genderqueer personen
Naast de algemene lhbt-belangenorganisaties zoals het COC in Nederland en çavaria in België zijn er nauwelijks voorzieningen specifiek voor non-binaire personen te vinden. In België is er het Platform Gendervrijheid, dat voornamelijk actief is via Facebook.
Sinds 2018 kunnen mensen in Nederland hun juridisch geslacht wijzigen in een derde optie: een X. Vanaf 2021 kan dit via de rechtbank geregeld worden en is er geen verplichting meer voor een verklaring van een deskundige (zoals een therapeut of psychiater).

## Symbolen
De non-binair-vlag bestaat uit vier horizontale strepen van gelijke grootte: geel, wit, paars en zwart. De gele streep staat voor mensen buiten de cisgender-binary. De witte streep staat voor mensen met meerdere genders. De paarse streep staat voor mensen die zich identificeren als een combinatie van man en vrouw. De zwarte streep staat voor agenders, die vinden dat ze geen geslacht hebben. Kye Rowan creëerde de pride-vlag voor non-binaire mensen in februari 2014 om mensen met een ander geslacht dan man/vrouw te vertegenwoordigen.
De genderqueer-vlag werd in 2011 ontworpen door Marilyn Roxie. Paars staat voor androgynie of queerness, wit staat voor agender-identiteit en groen staat voor mensen met een identiteit die buiten de binaire definitie valt.
De agender-vlag gebruikt zwarte en witte strepen om de afwezigheid van gender weer te geven, en een groene streep om het non-binaire geslacht weer te geven.
Voor genderfluïde personen ontwierp J.J. Poole in 2012 een vlag met vijf strepen. De roze kleur verwijst naar het vrouwelijke of het gevoel vrouw te zijn. De kleur wit staat symbool voor genderloosheid of mensen die zichzelf beschouwen als genderneutraal. De paarse band staat symbool voor androgynie en de combinatie van mannelijkheid en vrouwelijkheid. De vierde kleur is zwart en staat voor alle andere geslachten (waaronder pangender). De laatste kleur is blauw, symbool voor mannelijkheid of het gevoel man te zijn.

Non-binair-vlag
Genderqueer-vlag
Agender-vlag
Neutrois-vlag
Genderfluïditeitsvlag

## Bekende genderqueer personen

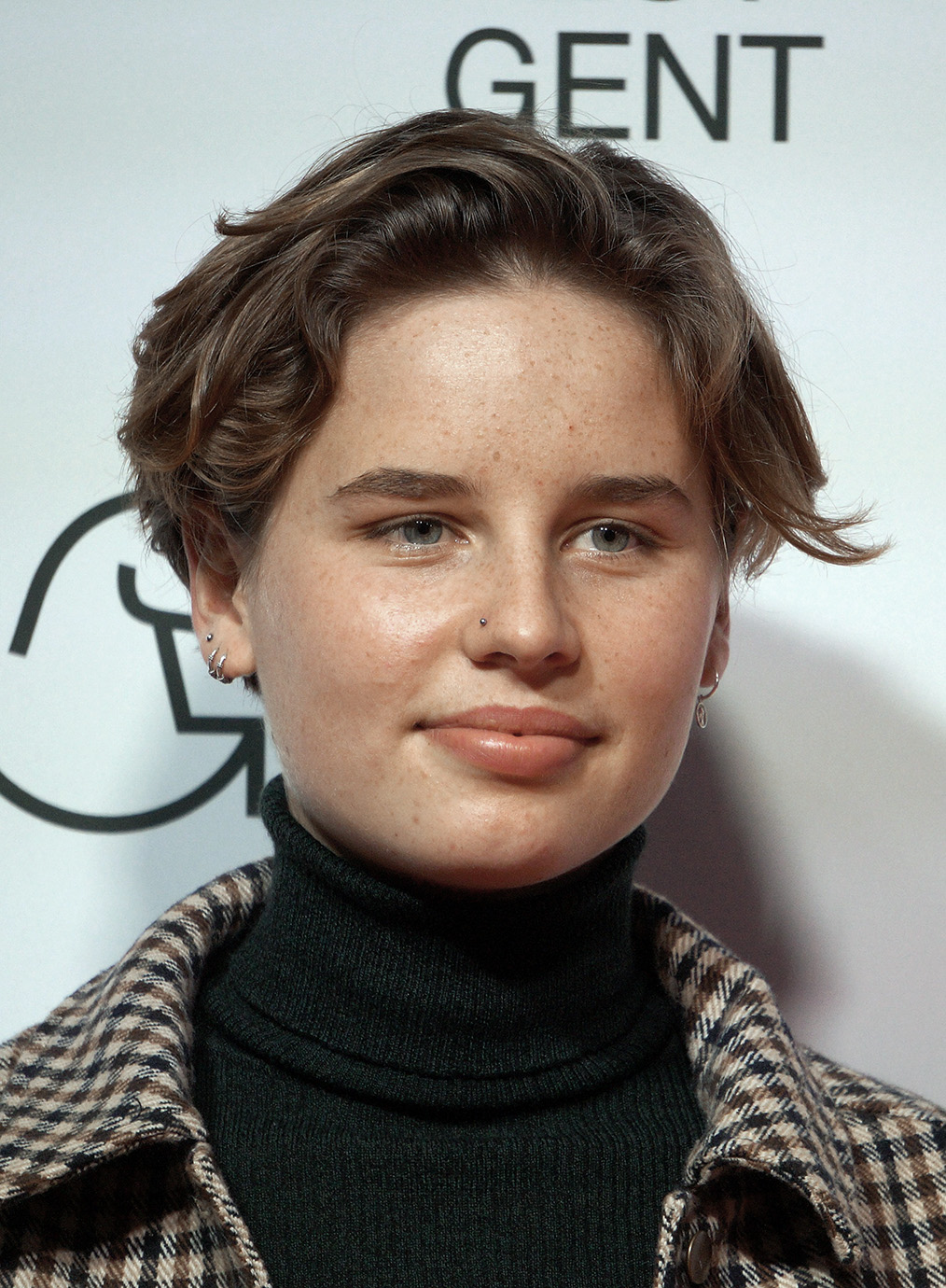
Anuna De Wever op FilmFest Gent 2020

Enkele bekende non-binaire of genderqueer personen zijn:

### Vlaams en Nederlands
- Anuna De Wever, Belgisch activist[21]
- Valentijn de Hingh, Nederlands model, columnist, dj en journalist[22]
- Valentijn Hoogenkamp, Nederlandse schrijver[23][24]
- Lara Billie Rense, Nederlandse radiopresentator
- Lucas Rijneveld, Nederlandse schrijver
- Thorn de Vries, Nederlands acteur en activist[25]

### Overig
- Judith Butler, Amerikaans filosoof en genderwetenschapper[26][27]
- Masha Gessen, Russisch-Amerikaans journalist en schrijver[28]
- Suzy Eddie Izzard, Brits acteur
- Timothy LeDuc, Amerikaans kunstschaatser[29]
- Jeffrey Marsh, Amerikaans schrijver, acteur en activist[30]
- Janelle Monáe, Amerikaans zanger, rapper, acteur en activist[31]
- Montaigne, Australisch zanger en songwriter[32]
- Zanele Muholi, Zuid-Afrikaans fotograaf en activist[33]
- Sam Smith, Brits singer-songwriter
- Rebecca Sugar, Amerikaans animator, componist en regisseur[34]
- Audrey Tang, Taiwanees programmeur en politicus[35]
- Hikaru Utada, Japans zanger, singer-songwriter en muziekproducent[36]
- Nemo, Zwitsers rapper en zanger.[37]